# Leonardo Julio Capuz

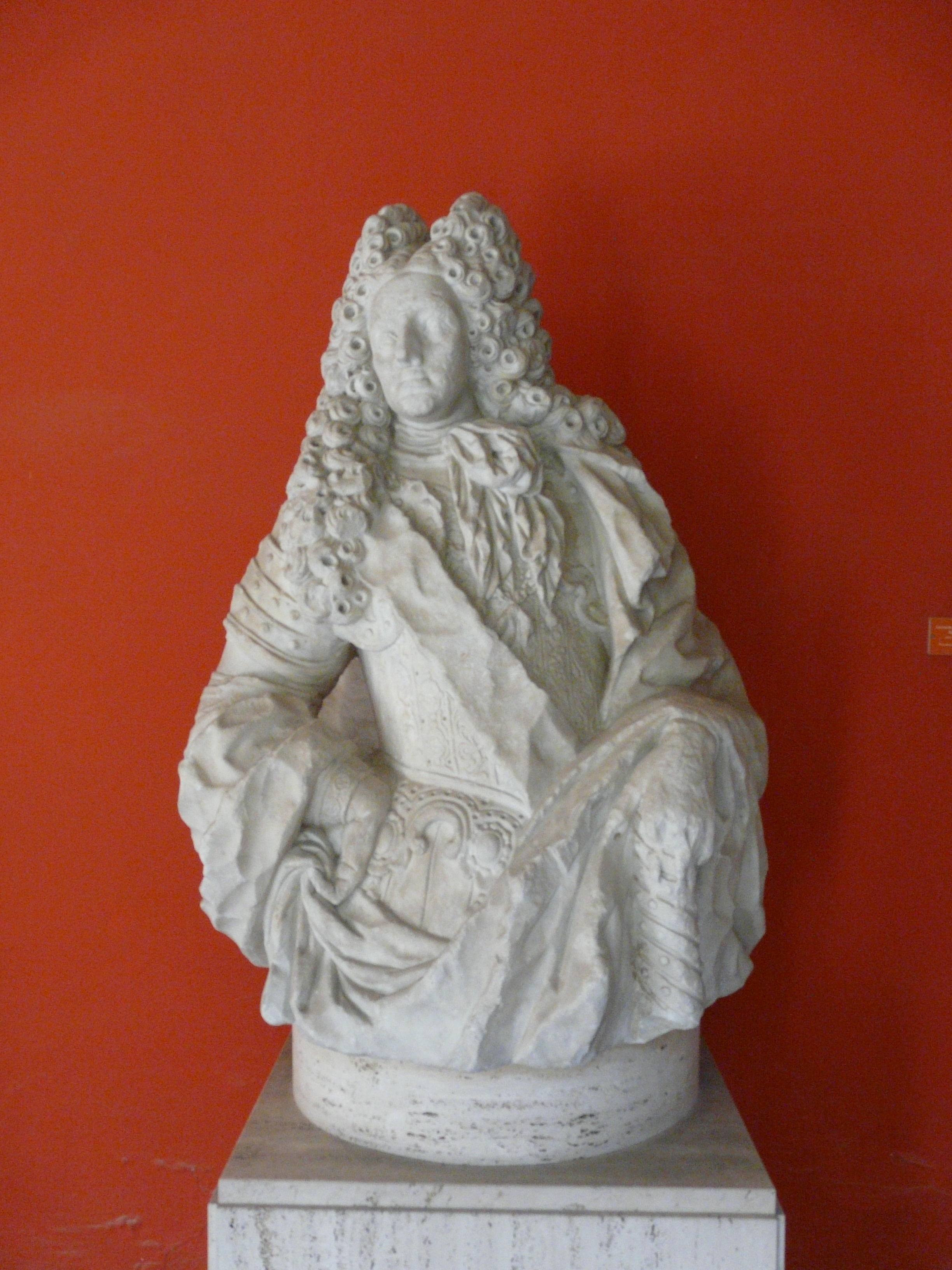
Felipe V, por Leonardo Julio Capuz, museo de Bellas Artes de Valencia

Leonardo Julio Capuz Calvet (Onteniente, Valencia, 10 de abril de 1660 - Valencia, 8 de abril de 1731) fue un escultor español del siglo XVIII, discípulo de José de Churriguera. 

## Biografía
Perteneciente a una familia de escultores genoveses afincados en Valencia; su hermano Raimundo Capuz, también fue escultor, al igual que su padre. En su obra se pueden apreciar influencias francesas y alemanas, enlazando la escultura valenciana del Renacimiento de Damián Forment y Juan Muñoz con la neoclásica de Ignacio Vergara y José Esteve. Introdujo el uso de la columna salomónica en la Comunidad Valenciana.
A él se deben diversas esculturas barrocas, entre las que destacan la de Santo Tomás de Villanueva y San Vicente Ferrer, en la iglesia de San Salvador de Valencia, la escultura de Felipe V que se encuentra en el museo de Bellas Artes de Valencia y la de San Miguel en la iglesia de Benigánim. Además del Cristo Yacente que se encuentra en la Catedral de Valencia, también es autor del retablo de la Cueva de Santa Altura, del retablo de San Pedro y San Pablo de la Colegiata de San Bartolomé en Belmonte (Cuenca) y, la que es su primera obra documentada y lamentablemente desaparecida, el retablo mayor de la iglesia de Burjasot, así como de las fachadas de la iglesia de los Santos Juanes y de la iglesia de la Santa Cruz, ambas en Valencia.